# Paula Bus
Paula Bus (ca. 1946) is een Belgisch voormalig korfbalster.

## Levensloop
Bus werd op 11-jarige leeftijd actief bij Scaldis. Als speelster voor deze club werd ze in 1971 verkozen tot korfbalster van het jaar. Tevens maakte ze deel uit van het Belgisch nationaal team.